# Aide à la recherche du premier emploi
Pour les articles homonymes, voir Arpe.
 (janvier 2017).
L'aide à la recherche du premier emploi (ARPE) était une prestation sociale française, créée en 2016 par le deuxième gouvernement Manuel Valls (sous la présidence de François Hollande), destinée à faciliter l'insertion professionnelle des jeunes diplômés d'origine modeste sur le marché du travail. Elle permettait aux jeunes nouvellement diplômés d'un diplôme national à finalité professionnelle (DUT, BTS, Licence professionnelle, Master ...) et possédant de faibles ressources de bénéficier d’une aide financière non imposable pouvant atteindre 550 euros chaque mois. Elle pouvait être accordée pendant 4 mois maximum, après l'obtention du diplôme, durant la recherche d'un premier emploi.
Elle a été supprimée le 1er janvier 2019 par le deuxième gouvernement Édouard Philippe (sous la présidence d'Emmanuel Macron), et n'est plus attribuée.

## Histoire

### Contexte et objectifs
Le projet de loi relatif au travail, à la modernisation du dialogue social et à la sécurisation des parcours professionnels a provoqué de vives réactions et notamment du côté des organisations de jeunesse en mars 2015. Ainsi, à la suite de ces contestations, le Gouvernement français a décidé d'inscrire à l'article 50 de ce projet, qui a été adopté le 21 juillet 2016, une mesure destinée aux jeunes d'origine modeste,.

« Une aide à la recherche du premier emploi, non imposable et exonérée de cotisations sociales, est accordée pour une durée de quatre mois, sur leur demande, aux jeunes de moins de vingt-huit ans qui ont obtenu, depuis moins de quatre mois à la date de leur demande, un diplôme à finalité professionnelle et qui sont à la recherche d’un emploi. Cette aide est réservée aux jeunes qui, ayant obtenu leur diplôme par les voies scolaire et universitaire ou par l’apprentissage, bénéficiaient d’une bourse nationale du second degré ou d’une bourse de l’enseignement supérieur au cours de la dernière année de préparation du diplôme et, sous condition de ressources équivalentes à celles permettant de bénéficier des bourses nationales du second degré ou des bourses de l’enseignement supérieur, aux jeunes qui ont obtenu leur diplôme par l’apprentissage.
Un décret détermine les conditions et les modalités d’attribution de cette aide, ainsi que la liste des diplômes à finalité professionnelle ouvrant droit à l’aide. Le montant maximal des ressources permettant aux jeunes qui ont obtenu leur diplôme par l’apprentissage de bénéficier de l’aide à la recherche du premier emploi et le montant mensuel de l’aide sont fixés par arrêté conjoint des ministres chargés de l’éducation nationale, de l’enseignement supérieur et du budget.
L’autorité académique et les centres régionaux des œuvres universitaires et scolaires compétents pour accorder l’aide à la recherche du premier emploi peuvent vérifier l’exactitude des informations fournies à l’appui des demandes tendant au bénéfice de l’aide. Outre le reversement de l’aide accordée auquel il donne lieu, le fait d’établir de fausses déclarations ou de fournir de fausses informations pour bénéficier de l’aide à la recherche du premier emploi est puni des peines prévues à l’article 441-6 du code pénal.
L’autorité académique et les centres régionaux des œuvres universitaires et scolaires qui assurent la gestion de l’aide à la recherche du premier emploi peuvent en confier l’instruction et le paiement à l’Agence de services et de paiement. »

— Article 50 du projet de loi relatif au travail, à la modernisation du dialogue social et à la sécurisation des parcours professionnels
Selon le ministère de l'Éducation nationale, cette aide est « destinée à accompagner financièrement la période d'insertion professionnelle, qui sépare la sortie des études et l'accès au premier emploi, pour les jeunes diplômés de moins de 28 ans disposant de faibles ressources ».

### Annonce de création
Le 11 avril 2016 à Matignon, en compagnie de Najat Vallaud-Belkacem, ministre de l'Éducation nationale, Myriam El Khomri, ministre du Travail et Patrick Kanner, ministre de la Ville, de la Jeunesse et des Sports, et de différentes organisations de jeunesse, le Premier ministre Manuel Valls (sous la présidence de François Hollande) présente plusieurs mesures accordées aux jeunes dans le cadre du « 3e acte de la priorité jeunesse pour lutter contre la précarité » dont l'ARPE. Cette aide financière sera effective dès la rentrée scolaire 2016.

### Mise en œuvre
25 800 étudiants et 2 000 apprentis ont bénéficié de l'ARPE en 2017.

### Suppression
Sous la présidence d'Emmanuel Macron (deuxième gouvernement Édouard Philippe), le rapporteur spécial de la mission Recherche et enseignement supérieur, Fabrice Le Vigoureux, a argumenté (p. 54-56) en faveur de cette suppression, le 29 octobre 2018 en commission des finances de l'Assemblée nationale, principalement au motif que la garantie jeunes poursuivait déjà des objectifs similaires à cette aide. Il a également soutenu (p. 570-572) que les crédits de cette aide étaient « de plus en plus sous-consommés » (33 millions d'euros sur les 58 millions prévus dans le précédent budget). Il a en outre dénoncé l'absence d'« accompagnement » et de « contrôles », les CROUS n'ayant « pas les moyens de s'assurer que le demandeur n'est plus en formation, qu'il recherche bien un emploi et qu'il n'en a pas trouvé ». Dénonçant des « effets d'aubaine », il a soutenu que cette aide pouvait « retarder l’insertion professionnelle ».
La commission des finances a suivi son argumentation, rejetant les amendements de suppression de l'article 78 du projet de loi de finances. La loi de finances pour 2019 promulguée, n° 2018-1317, a entériné cette décision, supprimant l'ARPE à l'article 247.
Les diplômés avant le 31 décembre 2018 peuvent encore demander l'ARPE dans les quatre mois suivant l'obtention de leur diplôme, ce qui porte les dernières demande d'ARPE au 30 avril 2019 au plus tard. L'aide étant versée pendant 4 mois maximum, les derniers versements de cette aide interviendront au plus tard le 31 août 2019.